# Ruth Medufia
Ruth Medufia (Ghana, 1991 o 1992) és una treballadora metal·lúrgica de Ghana que, el 2018, va ser seleccionada entre les 100 dones més influents i inspiradores del món per la British Broadcasting Corporation (BBC). Medufia és una soldadora que viu en una comunitat amb poques possibilitats i que aspira a ser un model a seguir entre les dones joves que treballen en aquesta indústria.